# Élection présidentielle française de 1958
L'élection présidentielle française de 1958, visant à élire le président de la République française et de la Communauté, est la première élection présidentielle qui intervient en France après l'adoption de la Constitution instituant la Cinquième République. Elle se tient le 21 décembre 1958.
Conformément à la version de la Constitution alors en vigueur, le chef de l’État est élu par un collège électoral de près de 82 000 grands électeurs, composé des parlementaires, des conseillers généraux et de représentants des conseils municipaux.
Charles de Gaulle, devenu président du Conseil après la crise de mai 1958, en pleine guerre d'Algérie, l’emporte dès le premier tour de scrutin avec 78,5 % des suffrages exprimés face à Georges Marrane (Parti communiste français) et à Albert Châtelet (Union des forces démocratiques). Le général de Gaulle prend ses fonctions le mois suivant et fera voter, en 1962, l’instauration du suffrage universel direct pour l’élection présidentielle.

## Contexte
L’élection intervient durant la guerre d'Algérie et après la crise de mai 1958, qui a conduit au retour du général de Gaulle au pouvoir : le 1er juin 1958, après avoir été président du Gouvernement provisoire de la République française à la sortie de la Seconde Guerre mondiale, « le Général », sollicité par le président René Coty, est devenu président du Conseil des ministres. Trois mois plus tard, fin septembre, il fait adopter par référendum la Constitution de la Cinquième République, avec 82,6 % de « oui ».
Les conditions du retour au pouvoir du général de Gaulle — investiture de son gouvernement par l’Assemblée nationale dans un contexte de haute tension — sont dénoncées par une partie de la gauche, notamment le Parti communiste français (PCF), qui y voit un « coup d'État ». Le Parti radical et la Section française de l'Internationale ouvrière (SFIO) entrent au gouvernement, le dirigeant socialiste Guy Mollet étant notamment ministre d’État, mais des oppositions au soutien à de Gaulle au sein de ces formations conduisent rapidement à des scissions. C’est ainsi que se crée la coalition de l’Union des forces démocratiques (UFD), qui rassemble des figures comme Pierre Mendès France (radical dissident) et François Mitterrand (UDSR).
Le scrutin se déroule également durant la guerre froide. À ce titre, le PCF, premier parti de France après la Seconde Guerre mondiale, inquiète l’opinion publique rejetant le bloc de l'Est et apparaît en perte de vitesse alors qu’il apporte un soutien systématique à l’URSS.
Les élections législatives de novembre 1958 sont marquées par une victoire de la droite gaulliste et par un recul historique du nombre de députés de gauche, notamment communistes (dix élus contre 150 en 1956). Avec moins de 2 % des suffrages, l’UFD n’obtient aucun siège.

## Modalités
L’article 6 de la Constitution du 4 octobre 1958 indique que le président de la République est élu pour sept ans « par un collège électoral comprenant les membres du Parlement, des conseils généraux et des assemblées des territoires d'outre-mer, ainsi que les représentants élus des conseils municipaux », ces derniers différant en fonction de la taille des communes. Le scrutin uninominal majoritaire à deux tours est retenu par l’article suivant.
Du fait du nombre important de communes en France peu peuplées, le collège électoral favorise surtout la ruralité ou la « France du seigle et de la châtaigne » selon l'expression de Georges Vedel. En effet, les communes de moins de 4 000 habitants ont trois fois plus de délégués que les villes de plus de 100 000 habitants,. 
L’ordonnance du 7 novembre 1958 portant loi organique précise les modalités du scrutin. Elle prévoit que les candidats doivent avoir réuni, douze jours au moins avant le premier tour, 50 signatures du collège électoral. Ces grands électeurs votent dans le chef-lieu de leur département d’élection. Si aucun candidat n’a obtenu la majorité des suffrages exprimés, un second tour est prévu dans un délai de huit jours.
Le choix de ne pas imposer le suffrage universel direct résulte d'un compromis avec les opposants au général de Gaulle, qui craignait une trop grande rupture avec la Quatrième République. Par ailleurs, l'Empire colonial français était pressenti comme votant quasi-exclusivement pour le Général, ce qui prédestinait ce dernier à des scores extrêmement élevés dans les colonies si le suffrage universel direct avait été choisi[source insuffisante].

## Candidats
Le 13 décembre 1958, alors qu’un duel entre la droite (Charles de Gaulle) et la gauche communiste (Georges Marrane) était attendu, la Commission constitutionnelle provisoire (Conseil constitutionnel) annonce qu’Albert Châtelet, doyen honoraire de la faculté des sciences de Paris, a également réuni les signatures nécessaires pour se présenter. Cette candidature, déposée juste avant la clôture, à l’initiative de Daniel Mayer, est soutenue par l’UFD, qui indique « s'éleve[r] contre la dangereuse simplification qui tend à présenter la politique française comme un combat entre deux blocs »,,.
| Candidat et parti politique / coalition                            | Candidat et parti politique / coalition | Candidat et parti politique / coalition | Principale fonction politique lors de la campagne | Commentaires |
| ------------------------------------------------------------------ | --------------------------------------- | --------------------------------------- | ------------------------------------------------- | --- |
| Albert Châtelet (75 ans) Union des forces démocratiques (UFD)      | Albert Châtelet                         |                                         | Président du comité Audin (depuis 1957)           | Alors que François Mitterrand et Pierre Mendès France refusent de se présenter à l’élection présidentielle, Albert Châtelet, mathématicien et universitaire, est désigné candidat de l’UFD, une coalition de gauche non-communiste opposée au retour au pouvoir du général de Gaulle. Proche des idées du Parti radical, favorable à l’amitié franco-soviétique et hostile à la guerre d’Algérie, Albert Châtelet entre en politique après la crise de mai 1958 et fait campagne pour le « non » au référendum constitutionnel.  |
| Charles de Gaulle (68 ans) Union pour la nouvelle République (UNR) | Charles de Gaulle                       |                                         | Président du Conseil des ministres (depuis 1958)  | Auréolé de son prestige de dirigeant de la France libre pendant la Seconde Guerre mondiale, le général de Gaulle est le grand favori du scrutin. Après avoir été président du Gouvernement provisoire de la République française de 1944 à 1946, il a connu une « traversée du désert » jusqu’au putsch d’Alger et la crise en découlant. C’est dans ce cadre qu’il revient au pouvoir en accédant à la présidence du Conseil. Il fait ensuite rédiger puis approuver par référendum la Constitution de la Cinquième République. |
| Georges Marrane (70 ans) Parti communiste français (PCF)           | Georges Marrane                         |                                         | Maire d'Ivry-sur-Seine (depuis 1945)              | Depuis 1925, Georges Marrane est élu dans le département de la Seine, dont il est un temps président du conseil général, sénateur ainsi que député jusqu’à sa défaite aux élections législatives de 1958. Il est brièvement ministre de la Santé publique et de la Population dans le premier gouvernement Ramadier, en 1947, démissionnant à la suite de l'éviction des ministres communistes. |

## Campagne
L’universitaire Jean-François Condette résume ainsi la situation des deux candidats qui font face à Charles de Gaulle : « Georges Marrane est identifié par son étiquette politique, représentant désigné du danger communiste qui, en pleine guerre froide, doit servir de repoussoir. Albert Châtelet, quant à lui, est présenté comme « le doyen », figure certes respectable mais surannée, universitaire égaré en politique ».
Le fait que Charles de Gaulle soit donné grand favori de par son prestige et sa fonction, ainsi que le mode de scrutin ne donnent pas lieu à une campagne intense ou médiatique. Albert Châtelet, tout en estimant que « de Gaulle et les communistes contiennent les germes de guerre civile », refuse de faire campagne, reconnaissant que sa candidature est « symbolique et de principe »,.

## Résultats
|                          | Charles de Gaulle        | UNR                      | 62 394 | 78,51 |  |  |
|                          | Georges Marrane          | PCF                      | 10 355 | 13,03 |  |  |
|                          | Albert Châtelet          | UFD                      | 6 721  | 8,46  |  |  |
|                          |                          |                          |        |       |  |  |
| Suffrages exprimés       | Suffrages exprimés       | Suffrages exprimés       | 79 470 | 97,76 |  |  |
| Votes blancs ou nuls     | Votes blancs ou nuls     | Votes blancs ou nuls     | 1 820  | 2,24  |  |  |
| Total votants            | Total votants            | Total votants            | 81 290 | 100   |  |  |
| Abstention               | Abstention               | Abstention               | 474    | 0,58  |  |  |
| Inscrits / Participation | Inscrits / Participation | Inscrits / Participation | 81 764 | 99,42 |  |  |

## Analyse
Comme prévu, le général de Gaulle obtient facilement la majorité absolue des suffrages exprimés, ce qui ne nécessite pas la tenue d'un second tour. En seule France métropolitaine (sans l’Algérie et les territoires d’outre-mer), les 74 391 voix exprimées se répartissent à hauteur de 77,5 % pour le vainqueur, 13,6 % pour Georges Marrane et 8,9 % pour Albert Châtelet.
Si le président du Conseil l’emporte dans la totalité des départements, sa victoire n’est pas jugée humiliante pour ses adversaires. Le candidat communiste réalise ses meilleurs scores dans les bastions de son parti, en particulier le Nord-Pas-de-Calais, tandis qu’Albert Châtelet arrive en deuxième position dans 39 départements métropolitains, notamment dans les fiefs socialistes et radicaux, situés dans le sud de la France.

## Suites
Le scrutin n’ayant fait l’objet d’aucun recours, le Conseil constitutionnel proclame l’élection de Charles de Gaulle à la fonction de « président de la République, président de la Communauté » le 8 janvier 1959. L’article 91 de la Constitution prévoyant que « les pouvoirs du président de la République en fonction ne viendront à expiration que lors de la proclamation des résultats de l'élection », Charles de Gaulle prend ses fonctions de chef de l’État le même jour, succédant ainsi à René Coty,.
Cette première élection présidentielle de la Ve République est la seule à s'être déroulée au suffrage universel indirect, de Gaulle proposant l'élection au suffrage universel direct aux Français lors du référendum d'octobre 1962. Elle est également la seule à avoir vu l’un de ses candidats l’emporter dès le premier tour.